# فرانکو پروسپری
فرانکو پروسپری (ایتالیایی: Franco Prosperi؛ ‏ ۲ سپتامبر ۱۹۲۶ – ۱۷ اکتبر ۲۰۰۴) فیلم‌نامه‌نویس و کارگردان فیلم اهل ایتالیا بود.
از فیلم‌هایی که وی در آن‌ها نقش داشته‌است، می‌توان به بدهی زناشویی، تعقیب مرگبار، دنیای آدم‌خواران و خدانگهدار عمو تام اشاره نمود.